# Anna Sahlstén
Anna Sofia Sahlstén, född 22 september 1859 i Idensalmi, död 21 augusti 1931 i Helsingfors, var en finländsk målare.  
Anna Sahlstén var dotter till kammarrådet Clas Vilhelm Sahlstén och Edla Elisabeth Heinricius och växte upp först i Idensalmi och sedan i Helsingfors. Hon studerade vid Finska Konstföreningens ritskola i Helsingfors 1877–1880 och på Adolf von Beckers målarskola i Helsingfors 1880–1882. Hon utbildade sig också på Académie Colarossi i Paris 1884–1885 och 1889–1890. Hon debuterade 1884.
Hon började undervisa vid 21 års ålder och var teckningslärare på gymnasienivå 1882–1926,  sammanlagt under 46 år. År 1906 var hon medgrundare till Finlands teckningslärareförening, vars ordförande hon var 1906–1922. 

## Galleri

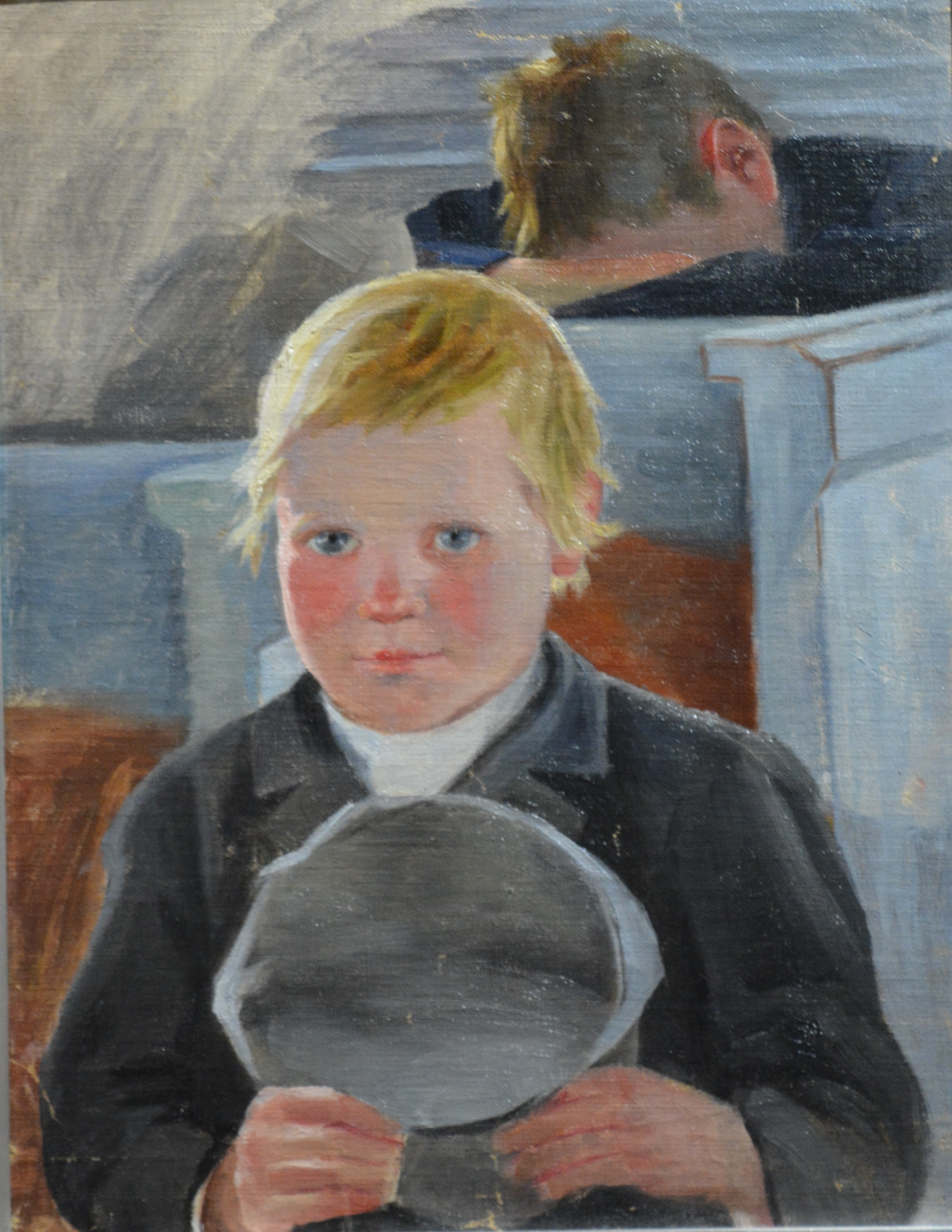
I kyrkan, 1897.
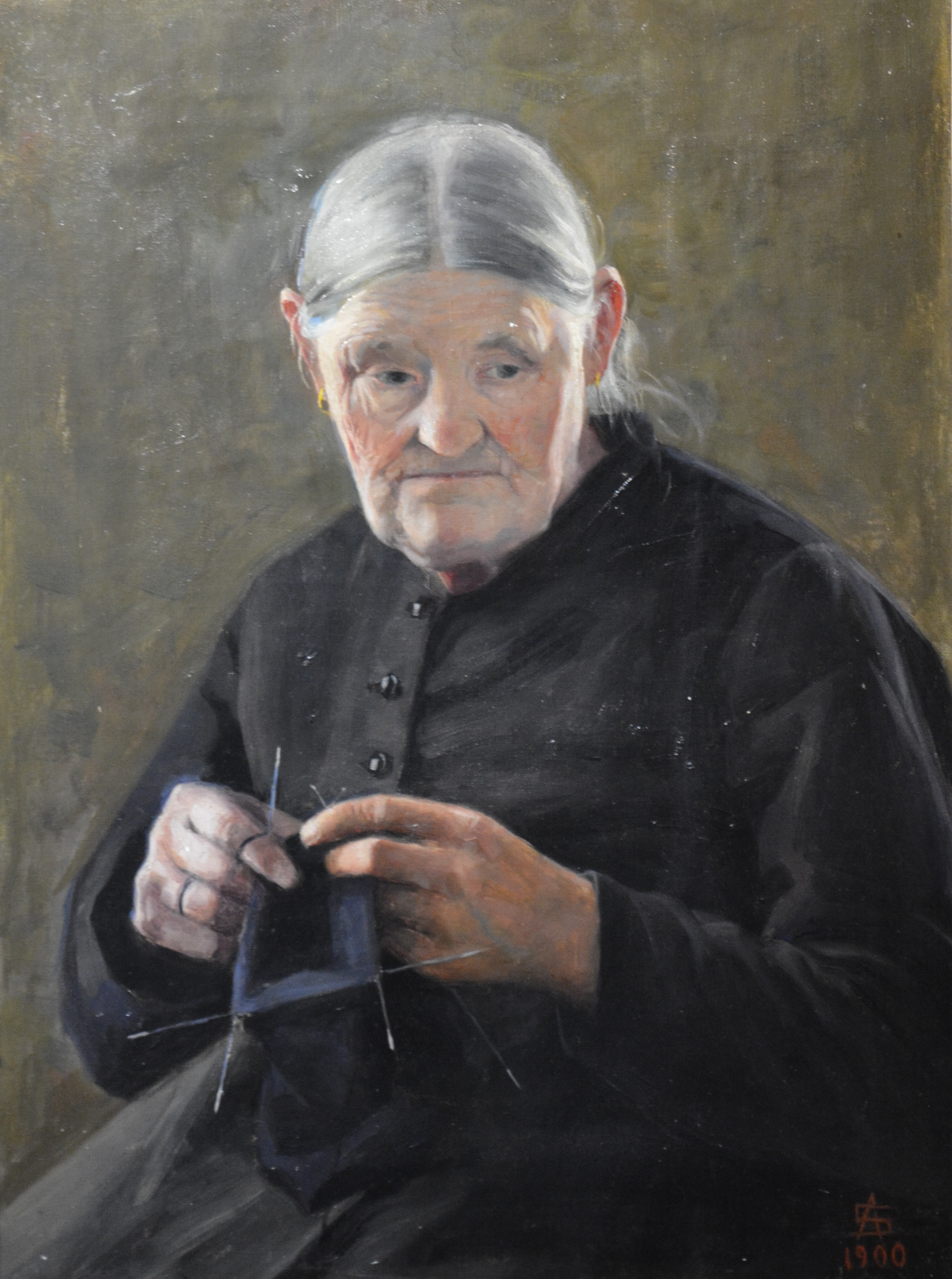
Stickande gumma.
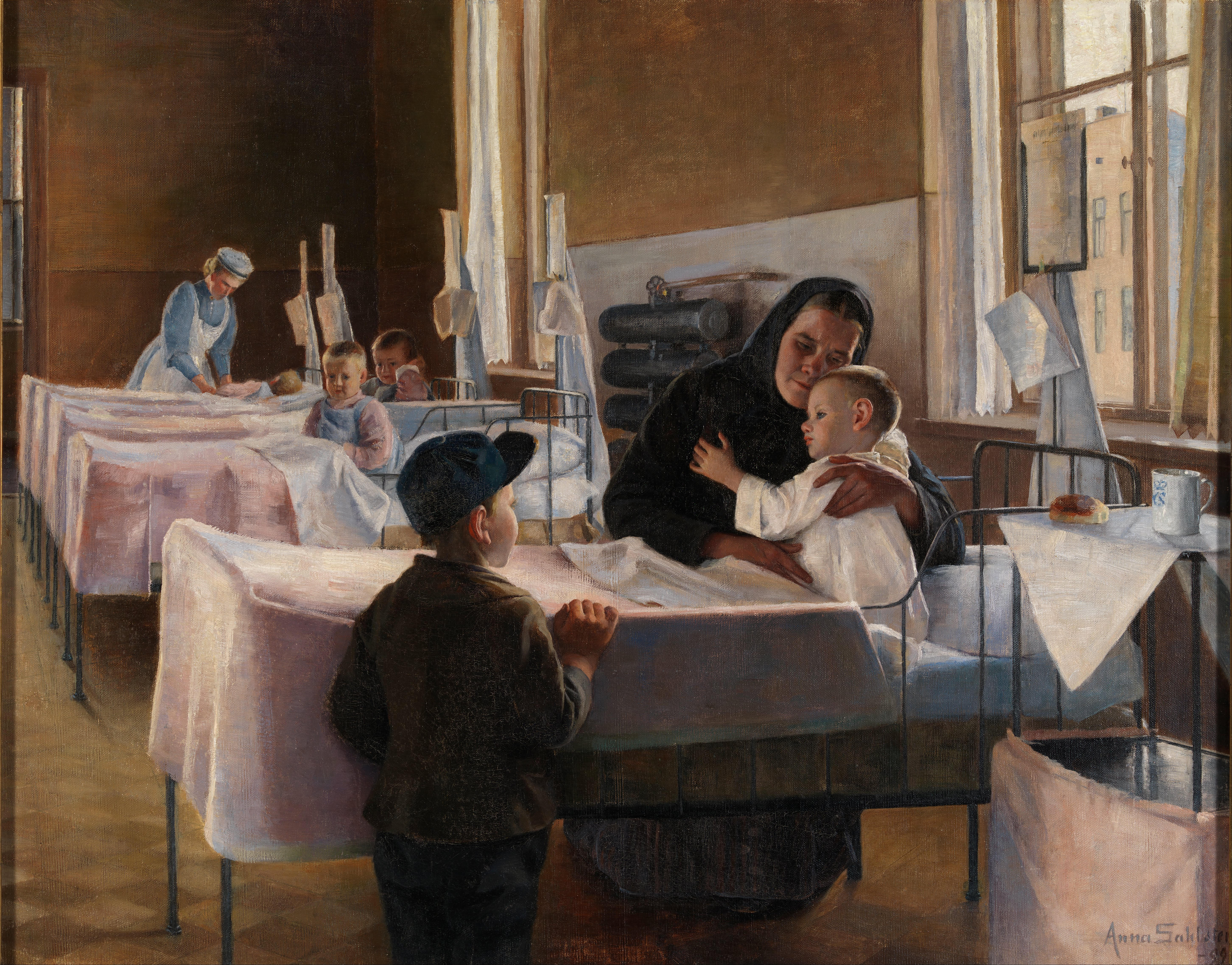
Vård på sjukhuset 1893.